# Andrej Tarkovskij

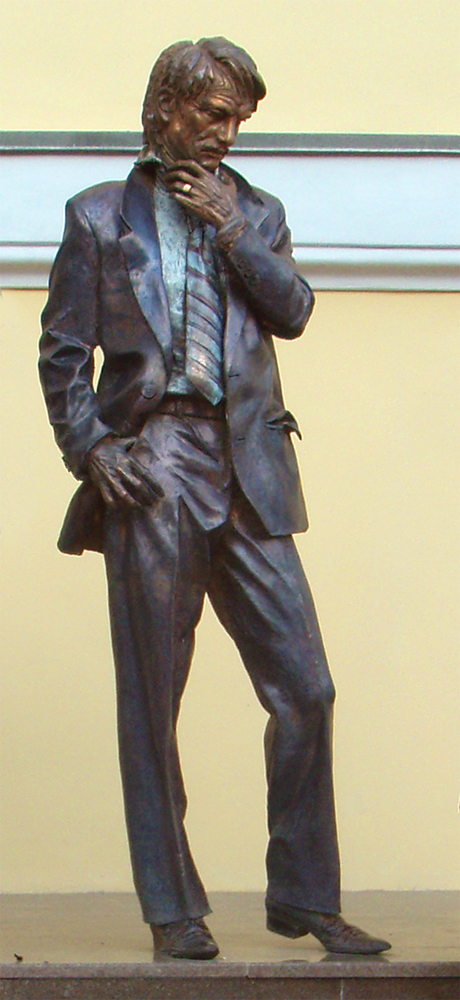
Staty över Andrej Tarkovskij vid Allryska statliga kinematografiska institutet i Moskva.

Andrej Arsenjevitj Tarkovskij (ryska: Андрей Арсеньевич Тарковский), född 4 april 1932 i Savrasje i Kostroma oblast i Ryssland (i dåvarande Sovjetunionen), död 29 december 1986 i Paris i Frankrike, var en rysk filmregissör, författare och skådespelare. Han anses vara en av de mest betydande filmskaparna i Sovjetunionens historia.

## Biografi

### Uppväxt och bakgrund
Andrej Tarkovskij var son till poeten Arsenij Tarkovskij och Maria Ivanova Vichnjakova. Fadern övergav familjen 1937. Han bodde med modern och systern, först i Jurjevets, sedan i Moskva en kort tid. Under de första krigsåren bodde familjen i Jurjevets, men återflyttade 1943 till Moskva.
Andrej Tarkovskij gick i skolan och lärde sig spela piano. 1947 till 1948 var han inskriven på tuberkulossjukhus. Efter skolåren påbörjade Tarkovskij studier i arabiska, men efter en kort tid deltog han som mineralprospektör på en forskningsresa till Krasnojarsk. Därefter anträdde han filmbanan genom studier vid filmskolan VGIK. Där var regissören Mikhail Romm en av lärarna.

### Filmkarriär
Två av Tarkovskijs filmer bygger på östeuropeiska science fictionberättelser: Solaris, efter Stanisław Lems roman, och Stalker efter boken Picknick vid vägkanten av bröderna Arkadij och Boris Strugatskij. I Stalker reser tre män in i ett postapokalyptiskt område kallat "zonen". Bröderna Strugatskij svarade själva för manusbearbetningen till filmen.
Spegeln räknas som en poetisk film. I den återspeglas upplevelser från barndomen – evakueringen, den frånvarande pappan, sjukhusvistelsen. Filmen Den yttersta domen handlar om den ryske ikonmålaren Andrej Rubljov. Trots problem med de sovjetiska myndigheterna och filmcensuren lät den sovjetiska studion Mosfilm Tarkovskij fortsätta arbeta. Efter att ha avslutat arbetet med filmen Nostalghia i Italien 1984 återvände dock Tarkovskij inte till Sovjetunionen. Filmen Offret, en europeisk samproduktion, spelades in på Gotland.
Under sin sista levnadstid arbetade Tarkovskij på ett nytt projekt: en filmatisering av Shakespeares pjäs Hamlet. Detta är konsekvent mot bakgrund av hans tidigare filmer, som allihopa – särskilt Nostalghia och Offret – har starka hamletmotiv. Det är därför ingen tillfällighet att Tarkovskij på 70-talet regisserade Hamlet på teater.

### Död och eftermäle

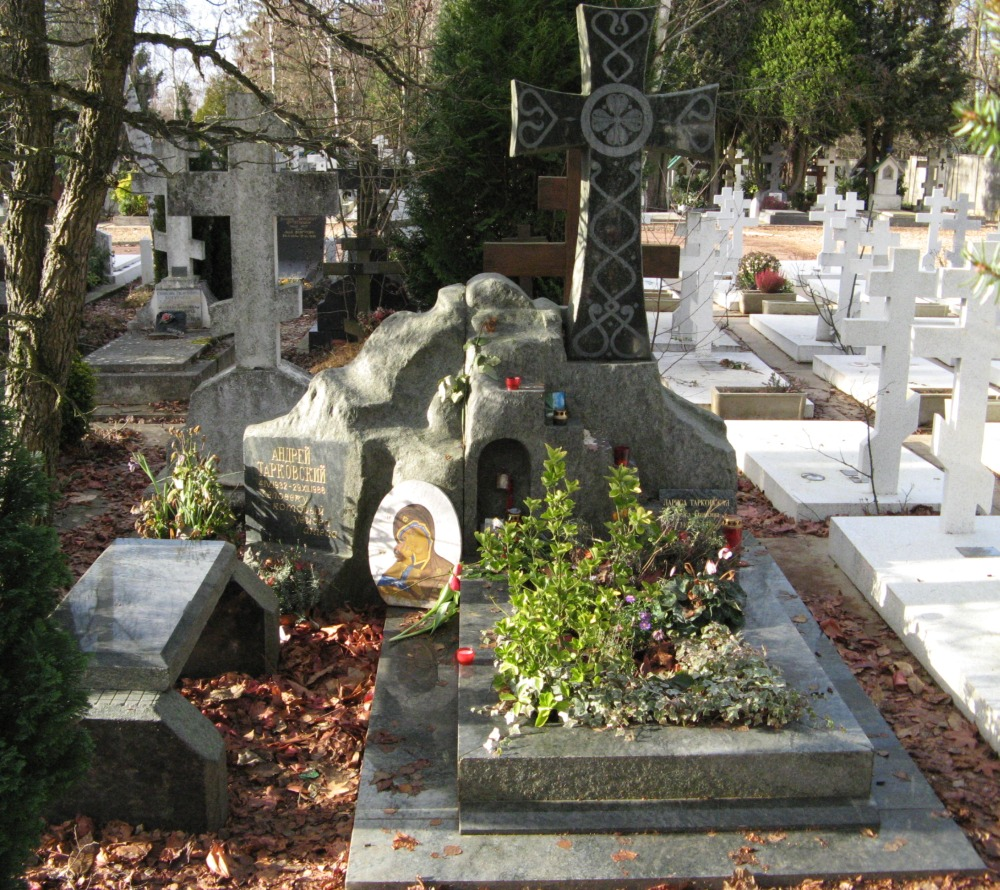
Andrej Tarkovkijs grav på Ryska kyrkogården i Sainte-Geneviève-des-Bois.

En kort tid efter inspelningen av Offret avled Andrej Tarkovskij, 54 år gammal, i cancer strax utanför Paris. Han begravdes på en rysk emigrantkyrkogård i staden Sainte-Geneviève-des-Bois, Île-de-France, Frankrike. Inskriptionen, på ryska, på Tarkovskijs gravsten lyder "Mannen som såg ängeln".
Michal Leszczylowskij har gjort en dokumentärfilm om Tarkovskij med titeln Regi Andrej Tarkovskij (1988). Även filmkonstnären Aleksandr Sokurov har gjort en dokumentär om kollegan Tarkovskij, Moskvaelegi, som spelades in strax före Tarkovskijs död.
Asteroiden 3345 Tarkovskij är uppkallad efter honom.

## Kännetecken
Tarkovskijs filmer har ofta religiösa och filosofiska teman. Egenheter i hans filmer är de långa filmklippen och riklig användning av symboler. Scenerna i Tarkovskijs filmer har ansetts exceptionellt vackra. Återkommande motiv i hans filmer är drömmar, minnen, barndom, rinnande vatten och eld.
Offermotivet – den enskilda människan som offrar sig för att göra världen bättre – går som en röd tråd från Ivans barndom ända till Offret. I den förra filmen offrar Ivan, den lille pojken, sitt liv för att bringa nederlag åt Tyskland. I Offret offrar den intellektuelle Alexander sitt hem och sitt liv för att rädda världen undan kärnvapenkatastrof. 
Tarkovskij utvecklade en filmteori som han kallade "att skulptera i tid". Han ansåg att filmskaparens uppgift är att ta ett enormt tidsblock och skära bort allt överflödigt material tills bara det allra nödvändigaste återstår. Med långa tagningar och få klipp ville Tarkovskij hos betraktaren frammana en upplevelse av att vara förlorad i tiden.

## Filmografi
| År   | Filmtitel                   | Noteringar |
| ---- | --------------------------- | --- |
| 1956 | Ubijtsy                     | Tarkovskijs första elevfilm vid VGIK, Sovjetiska statens filmskola. Baserad på novellen "Hämnarna" av Ernest Hemingway.  |
| 1959 | Segodnja uvolnenia ne budet | Skapad tillsammans med Aleksandr Gordon. Tarkovskijs sista film vid VGIK.                                                |
| 1961 | Vägvälten och fiolen        | Skriven tillsammans med Andrej Konchalovskij. Examensfilm från VGIK.                                                     |
| 1962 | Ivans barndom               | Vinnare av Guldlejonet för "Bästa film" år 1962 under filmfestivalen i Venedig.                                          |
| 1966 | Den yttersta domen          | Om ikonmålaren Andrej Rubljov.                                                                                           |
| 1972 | Solaris                     | |
| 1975 | Spegeln                     | |
| 1979 | Stalker                     | Inspirerad av romanen Picknick vid vägkanten av Arkadij och Boris Strugatskij.                                           |
| 1983 | Nostalghia                  | |
| 1983 | Voyage in Time              | Skapad tillsammans med Tonino Guerra. Dokumentär gjord för den italienska televisionen under inspelningen av Nostalghia. |
| 1986 | Offret                      | Inspelad på Gotland i Sverige, med bland andra Erland Josephson och Sven Wollter.                                        |

## Ämnen som Tarkovskij hade för avsikt att filmatisera
(enligt hans dagboksanteckningar Martyrlog)
- Hamlet
- Rudolf Steiner (med Alexander Kluge)
- St Anthony

## Scenproduktioner
- Hamlet av Shakespeare (1977) - The Lenkom Theatre (Moskva)
- Boris Godunov, opera av Musorgsky (1983) - Covent Garden (London)

### Webbkällor
- "Martyrlog", 1984